# Knowing Me, Knowing You
Knowing Me, Knowing You – singel zespołu ABBA z albumu Arrival. Słowa piosenki napisali dwaj członkowie Björn Ulvaeus, Benny Andersson oraz menedżer ABBY Stig Anderson. Piosenka stała się hitem na całym świecie, dotarła do 1. miejsca na brytyjskiej liście przebojów. Tekst opowiada o rozstaniu się dwóch osób, opisuje ich wewnętrzny stan emocjonalny. Na stronie "B" singla znajduje się utwór "Happy Hawaii", który jest jedną z roboczych wersji piosenki "Why Did It Have To Be Me" z albumu Arrival.

## Promowanie singla
- Japanese TV, Japonia[3]
- Top Club France, Francja[4]
- Koncert na Wembley, Wielka Brytania[5]
- Studio 2, Polska[6]
- Dick Cavett Meets ABBA, Szwecja[7]